# Naiad (satelit natural)
Naiad /na'jad/, (cunoscut și sub numele de Neptun III și anterior desemnat ca S/1989 N 6) numit după naiadele legendelor grecești, este satelitul cel mai interior al lui Neptun și cel mai apropiat de centrul oricărui gigant gazos cu sateliți cu o distanță de 48.224 km de centrul planetei. Perioada sa orbitală este mai mică decât o zi neptuniană, ceea ce duce la disiparea mareică care va determina dezintegrarea orbitei sale. În cele din urmă, fie se va prăbuși în atmosfera lui Neptun, fie se va destrăma pentru a deveni un nou inel. 

## Istorie

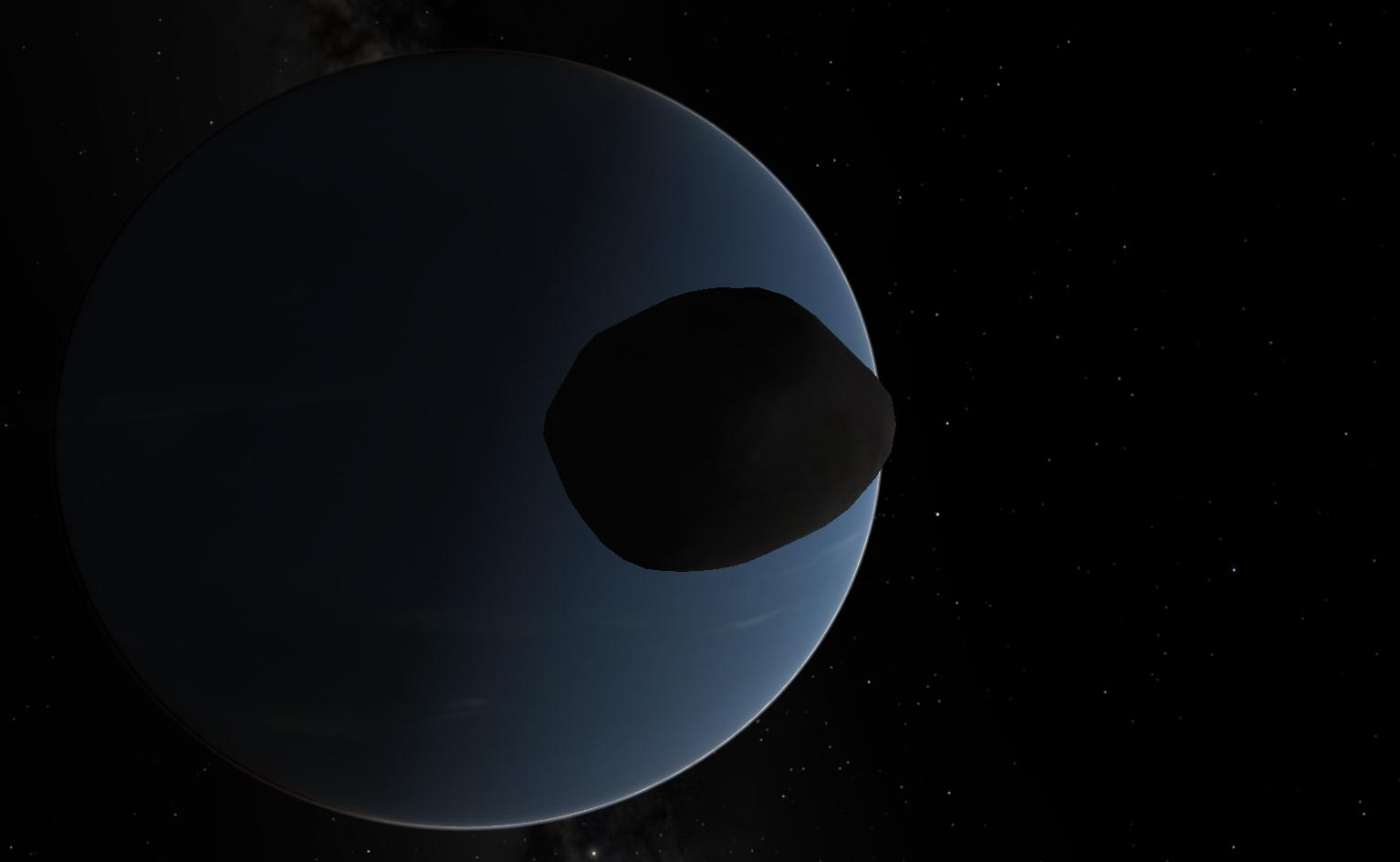
Vedere simulată a lui Naiad

Naiad a fost descoperit cu ceva timp înainte de mijlocul lunii septembrie 1989 din imaginile realizate de sonda Voyager 2. Ultimul satelit care a fost descoperit în timpul zborului, a fost desemnată S/1989 N 6. Descoperirea a fost anunțată pe 29 septembrie 1989, în Circulara IAU nr. 4867, și menționează „25 de cadre făcute în 11 zile”, implicând o dată de descoperire cu ceva înainte de 18 septembrie. Numele a fost dat pe 16 septembrie 1991. 

## Caracteristici fizice
Naiad are o formă neregulată. Este probabil să fie o grămadă de moloz reacretată din fragmente din sateliții originali ai lui Neptun, care au fost distruși de perturbațiile de la Triton la scurt timp după capturarea acelui satelit pe o orbită inițială foarte excentrică. 

## Orbită

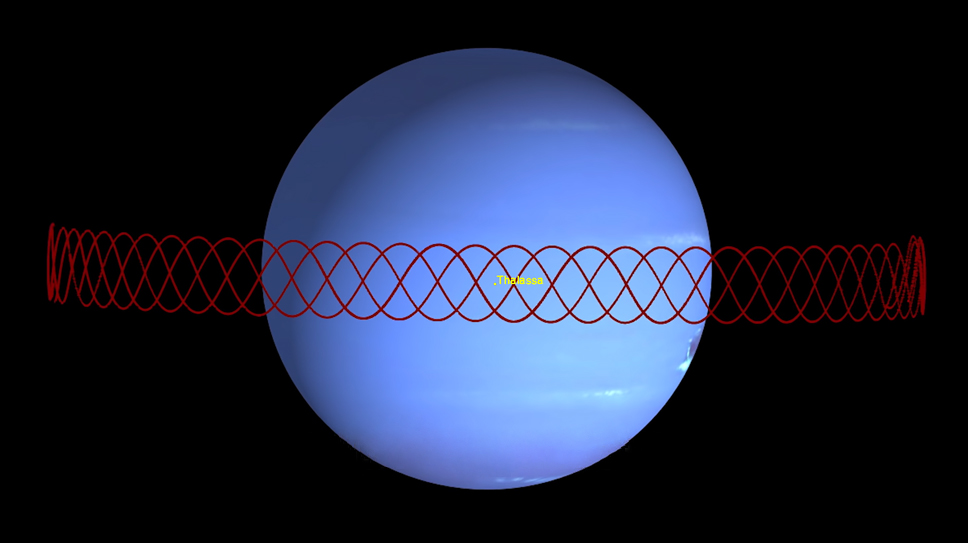
Reprezentare a mișcării orbitale a lui Naiad (roșu) într-o vedere care se rotește împreună cu Thalassa (punct galben central)

Naiad este într-o rezonanță orbitală de 73:69 cu următorul satelit de la planetă, Thalassa, într-un „dans al evitării”. Pe măsură ce orbitează în jurul lui Neptun, Naiad care este mai înclinat trece succesiv de Thalassa de două ori de peste și apoi de două ori dedesubt, într-un ciclu care se repetă la fiecare ~21,5 zile pământești. Cei doi sateliți se află la aproximativ 3540 km unul de celălalt când trec unul pe lângă altul. Deși razele lor orbitale diferă cu doar 1850 km, Naiad se balansează cu aproximativ 2800 km deasupra sau dedesubtul planului orbital al lui Thalassa la cea mai mare apropiere. Astfel, această rezonanță, ca multe astfel de corelații orbitale, servește la stabilizarea orbitelor prin maximizarea separării la conjuncție. Cu toate acestea, rolul înclinației orbitale în menținerea acestei evitări într-un caz în care excentricitățile sunt minime este neobișnuit. 

## Explorare
De la zborul Voyager 2, sistemul Neptun a fost studiat pe larg de observatoarele de la sol și de Telescopul Spațial Hubble. În 2002–03, telescopul Keck a observat sistemul folosind optica adaptivă și a detectat cu ușurință cei mai mari patru sateliți interiori. Thalassa a fost găsită cu unele procesări de imagine, dar Naiad nu a fost localizat. Hubble are capacitatea de a detecta toți sateliții cunoscuți și posibili noi sateliți chiar mai slabi decât cei găsiți de Voyager 2. Pe 8 octombrie 2013, Institutul SETI a anunțat că Naiad a fost localizat în imagini arhivate Hubble din 2004.  Suspiciunea că pierderea poziționării s-a datorat unor erori considerabile în efemeridele lui Naiad s-a dovedit corectă, deoarece Naiad a fost situat în cele din urmă la 80 de grade față de poziția sa așteptată.